# Сен-Проже-Сен-Констан
Сен-Проже́-Сен-Конста́н (фр. Saint-Projet-Saint-Constant) — коммуна во Франции, находится в регионе Пуату — Шаранта. Департамент — Шаранта. Входит в состав кантона Ла-Рошфуко. Округ коммуны — Ангулем.
Код INSEE коммуны — 16344.
Коммуна расположена приблизительно в 380 км к юго-западу от Парижа, в 95 км южнее Пуатье, в 19 км к северо-востоку от Ангулема.

## Население
Население коммуны на 2008 год составляло 1126 человек.
| 1962 | 1968 | 1975 | 1982 | 1990 | 1999 | 2008 |
| ---- | ---- | ---- | ---- | ---- | ---- | ---- |
| 659  | 652  | 754  | 794  | 842  | 920  | 1126 |

## Экономика
В 2007 году среди 689 человек в трудоспособном возрасте (15—64 лет) 482 были экономически активными, 207 — неактивными (показатель активности — 70,0 %, в 1999 году было 70,2 %). Из 482 активных работали 437 человек (229 мужчин и 208 женщин), безработных было 45 (14 мужчин и 31 женщина). Среди 207 неактивных 54 человека были учениками или студентами, 80 — пенсионерами, 73 были неактивными по другим причинам.

## Достопримечательности
- Церковь Сен-Проже
- Церковь Сен-Констан
- Средневековый замок Пюивидаль[фр.]. Исторический памятник с 2006 года[3]
- Замок Омбре, построен в XV веке Жаном де Валуа, графом Ангулемским

## Фотогалерея

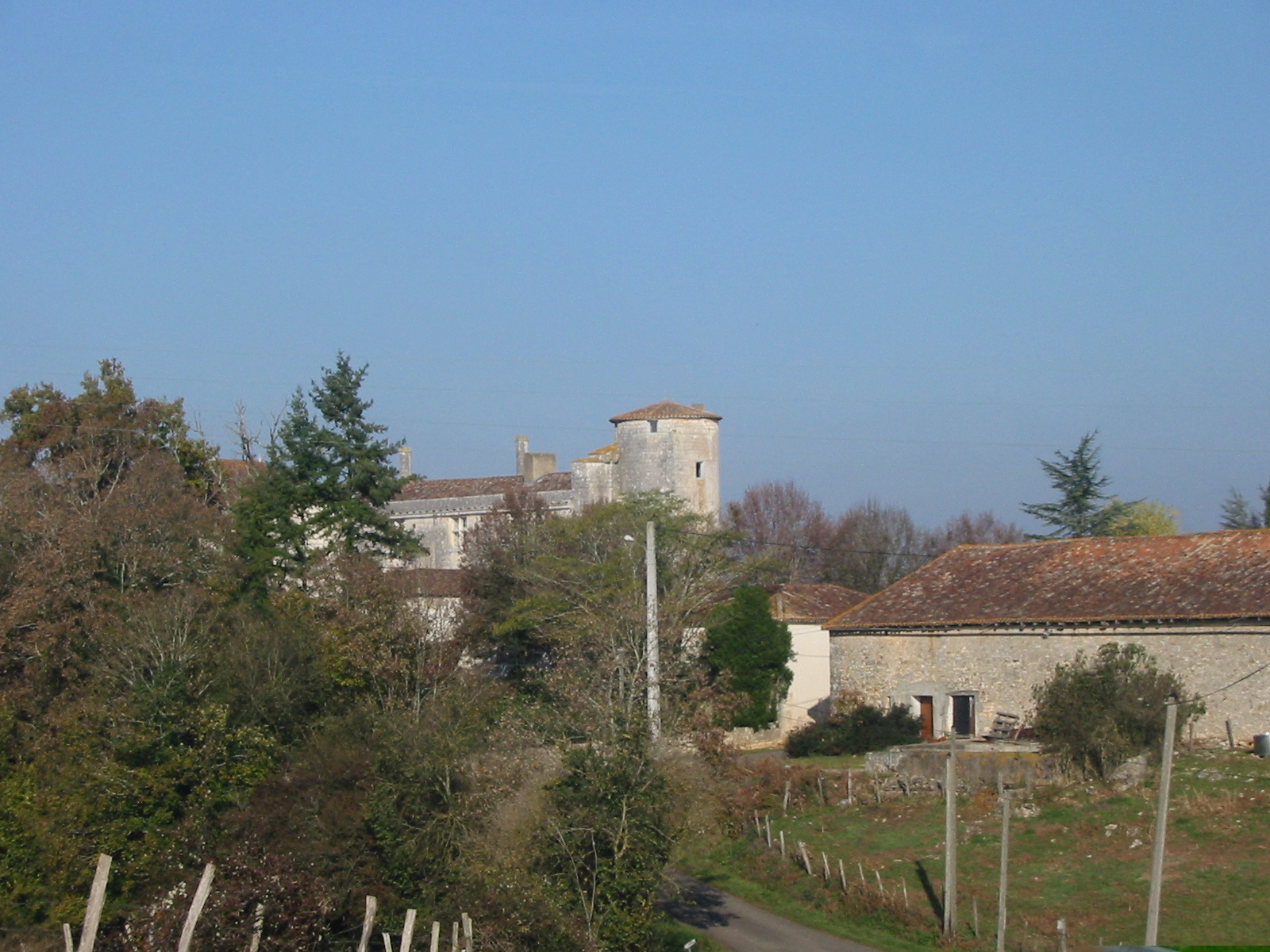
Замок Пюивидаль
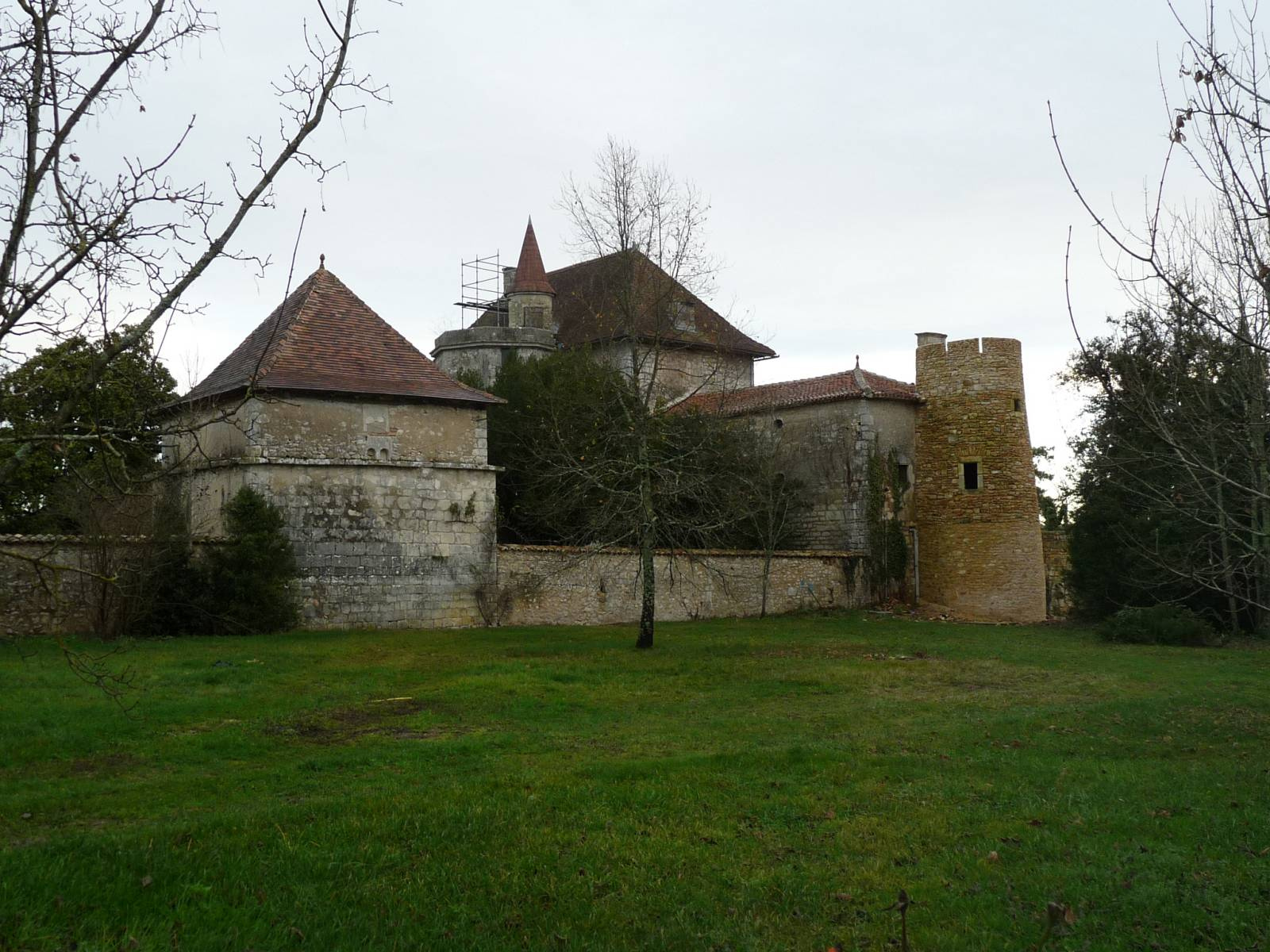
Замок Омбре
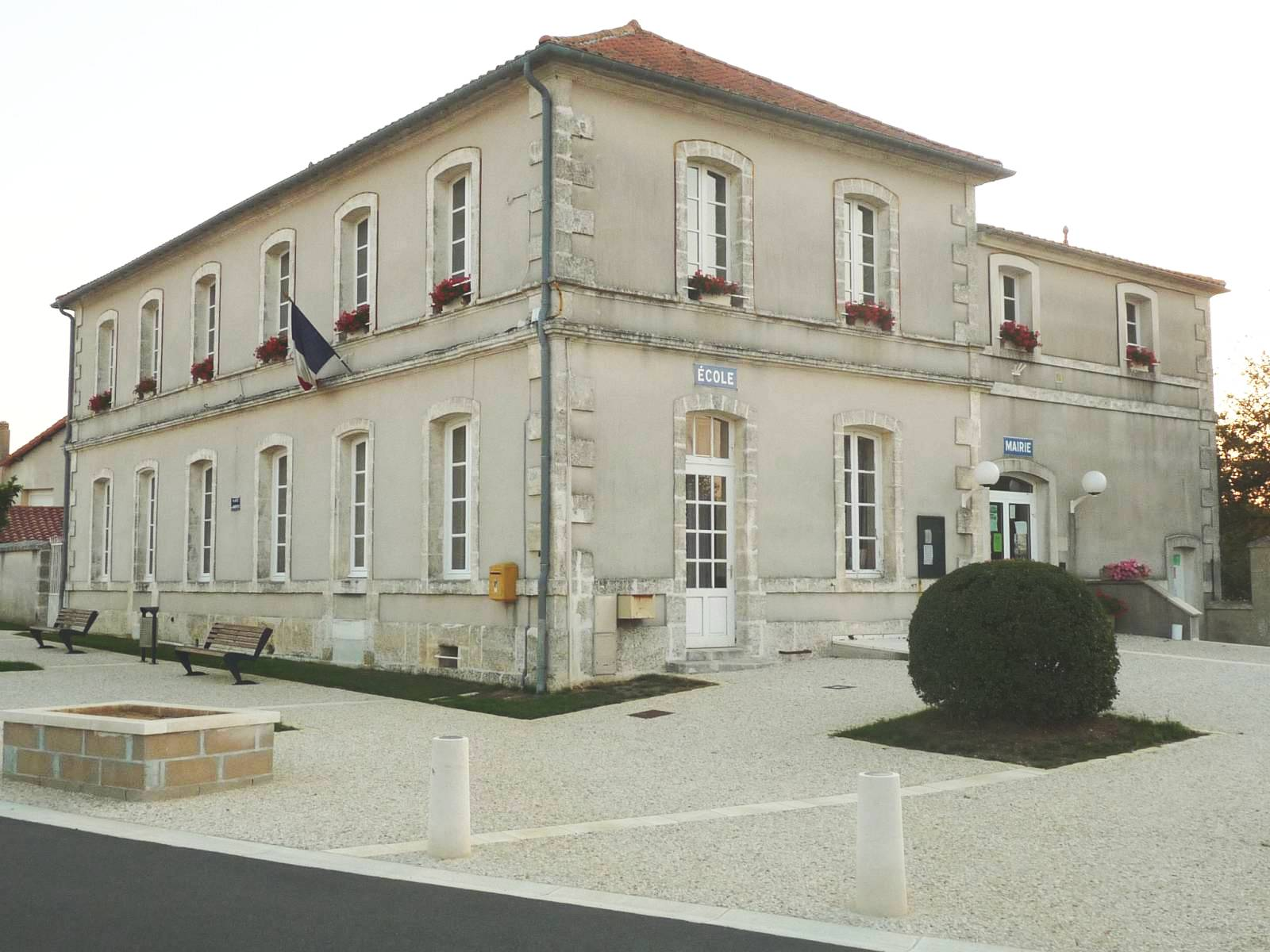
Мэрия